# Doksantrin
Doksantrin je sintetičko jedinjenje koje je potentan i selektivan pun agonist dopaminskog D1 receptora.

## Spoljašnje veze
|  | Molimo Vas, obratite pažnju na važno upozorenje u vezi sa temama iz oblasti medicine (zdravlja). |